# Filaguria lithocrustata
Filaguria lithocrustata är en mossdjursart som beskrevs av William Roy Branch och Hayward 2005. Filaguria lithocrustata ingår i släktet Filaguria och familjen Cribrilinidae. Inga underarter finns listade i Catalogue of Life.